# Wonderland Wars
『Wonderland Wars』（ワンダーランドウォーズ）は、セガ フェイブ（2015年3月までと2020年4月から2024年3月まではセガ、2015年4月から2020年3月まではセガ・インタラクティブ）より開発・販売されるアーケードゲーム。2015年2月19日稼働開始。略称は「WLW」。ジャパンアミューズメント2014にて情報が公開された。

## 概要
本作は、マルチプレイヤーオンラインバトルアリーナ（MOBA）と呼ばれるジャンルのゲームであり、キャストと呼ばれるキャラを操作しつつ、他のユーザーが操作するキャストと自動で攻めるミニオン（WLWでは兵士）と連携して、レーンと呼ばれる複数の通り道に点在する拠点を攻めつつ、敵の本陣を攻撃していくのが大まかな流れとなる。4人対4人で最大8人まで同時プレイが可能。
キャッチコピーである「『童話』は全て『戦記』だった――」が示す通り、本作は童話を始めとしたおとぎ話の登場人物や舞台を中心にしている。設定的には、本作の戦いで創聖と呼ばれる者たちから生まれていった者たちによる闇の軍勢との戦いが、一般的なおとぎ話へ変化して知られていったというものとなっている。
なお、同じ作品タイトルでも、執筆者や伝承元などの出典が異なる物や続編での変化、対象の解釈違いのもの、別媒体の派生物、共通した要素を持つ物は「アナザーキャスト」としてロール（役割）が異なり、また設定等も異なる別キャラクター（個人）で扱っている（前者で例えれば、シャルル・ペローの「サンドリヨン」とグリム兄弟の「アシェンプテル」はどちらも「シンデレラ」である）。キャラクターはプレイアブルキャラであるキャスト以外にも、ソウルカードという形で関連人物が描かれている。
操作体系はタッチパネルに筺体中央に設置された操作レバーと、攻撃やスキル選択に用いるタッチペンの2つを用いる。操作レバーが中央に配置されている関係上、操作レバーとタッチペンが利き手のどちらにも対応している。
2016年12月14日に初のメジャーアップデートを実施し、『Wonderland Wars 運命の時刻盤（クロノス）』の稼働を開始した他、2017年12月13日には2度目のメジャーアップデート版となる『Wonderland Wars 醒し創聖の闘歌劇（バトルオペラ）』の稼働を開始。
2018年12月12日に3度目のメジャーアップデート版『Wonderland Wars 七つ色の冒険譚（ロマンス）』が稼働開始したと同時に、セガ・インタラクティブ、バンダイナムコアミューズメント、コナミアミューズメントのアーケードゲーム用ICカード相互利用サービスである「Amusement IC」に対応し、Aimeとバナパスポートの他にも、e-AMUSEMENT PASS（e-AMUSEMENT PASSはAmusement IC対応カードのみ）にも対応する。2019年12月11日より4度目のメジャーアップデート版『Wonderland Wars 禍ツ大和ノ宿曜典（ナクシャトラ）』が稼働中。
キャラクター関連の商品展開も行われており、書籍やドラマCD、キャラクターソングなども発売されている。セガ関連のゲームタイトルとのコラボレーションも行われており、それらのキャラクターがソウルカードとして登場している。
本作をベースとしたスマートフォン向けゲームアプリ『リーグ・オブ・ワンダーランド』が2019年初頭に発表され、同年9月30日から2020年3月31日まで配信・運営された。

## ゲームシステム
ゲームは対人戦である「全国対戦」、対CPU戦の「修練場」、「錫の新兵」と共にヴィランという巨大CPUを攻略する「冒険譚」ゲームの基本的な操作方法や各ロール（キャストの役割）ごとの基礎的な立ち回りを学ぶことができる「チュートリアル」（全9ステージ）、キャストの強化に役立つスキルカード・アシストカードを装備できる「カスタマイズ」、スキルカードや特殊キャストの購入（アンロック）が行える「リーフショップ」の6つのモードに分かれている。
新規プレイヤーはチュートリアルを6種類プレイ(アカウント作成時のみ無料)した後(プレイしないこともできるが、ゲームシステムが複雑なためプレイすることをおすすめする。『無料であるときに』)、一定回数「修練場」のステージにて敵がCPU、味方がプレイヤー（人数が4人に満たない場合はCPUが入る）という特殊なマッチを行った後「全国対戦」をプレイできるようになる。また、期間限定のイベントによって、特殊なマッチング環境・ステージで試合を行う「舞闘会」が出現する（参加には条件がある）。
マップ上の敵拠点の破壊か、敵キャストの撃破によって相手のチームゲージを0にすることで勝利となる。時間切れになった場合はチームゲージが多かった方が勝利となる。
マルチプレイヤーオンラインバトルアリーナでの勝利目的も要参照。

### マップ上の建造物

#### 城・敵城
自チーム、もしくは敵チームの本拠地となる。自チームの物は赤色、敵チームの物は青色のデザインである。城からは定期的に兵士（ミニオン）が各レーンに9体ずつ出撃する（そのうち1体はやや大きい兵士となり、通常時のドローショットの貫通効果を防ぐことができる）。
城の周りの一定範囲はレーダーのようになっており、その範囲内にいる敵キャスト・敵兵士が表示される。兵士や巨人が攻撃する、キャストが攻撃することでチームゲージにダメージを与えることができる。兵士はより多くのダメージを与えるが、ダメージを与えた時点で残り体力に関わらず倒れる。

#### 拠点
レーン上に存在するチームの拠点であり、定期的に兵士が4体出撃する（ゲーム開始時のみ8体）。デザインは城と同じく、自軍拠点は赤、敵軍拠点は青である。拠点には耐久値があり、城と同じく兵士や巨人、キャストの攻撃によって耐久値とチームゲージにダメージを与える。特に兵士が入り込んだ際に与えるダメージが大きく設定されている。
キャストや兵士、城と同じく、周囲一定範囲が視界範囲となっており、接近した敵全般をマップに表示する。拠点の耐久値を無くすと拠点が破壊され、さらに大きなチームゲージダメージを与えることができる。
Ver2.0では前方の拠点が破壊されると、種類に応じて一定時間で開門（開門するまでダメージが通らない）する「刻の門」が追加され、Ver3.0で拠点の耐久力とチームゲージへのダメージが異なる「小拠点」「特大拠点」が追加された。

#### 回復の泉
各チームのスタート地点付近に存在し、キャストが乗っている間体力を高速で回復する。マップによっては中立の泉があり、両チームが使うことができるが回復量は少ない。

#### ブースター
各チームのスタート地点付近に存在し、キャストが乗ると一定時間スピードが上昇する。一度使用すると同じブースターは一定時間使えない。

#### 森
マップの要所に存在し、森を隔てる壁と入口がある。森の中に入るとそのキャストは外からは見えなくなり、敵のミニマップ上にも表示されなくなる（相手のキャストも森にいて接敵している場合を除く）。逆に森の中から外にいる敵を見ることができる。森の中には大木などの障害物が存在し、障害物によって視界が遮られる部分は見えない。主に敵への奇襲や、外から見えないことを利用した読みあいなどに使用する。

#### テレポーター
マップ中間の両端に設置されており、利用することで反対側のレーンへ瞬時に移動できる。再使用の際は一定時間のクールタイムを要する。

#### 水場・大空・障害物
進入不可エリアであり、空中を飛べるキャスト（ピーター・ザ・キッドなど）以外は移動できない。攻撃は通るが、水場の上にいるキャストがダウン（地面に倒れること）する場合最寄りの岸まで吹き飛ばされる。
大空は基本的にどのキャストも通行不能。障害物は森の壁などが該当し、超越するスキルで突破が可能。これらは直線的なショット類やスキルの攻撃は通さないが、一部はそれを超えて攻撃可能。

### ソウルシステム（巨人)
自軍拠点が破壊されたり、自軍キャストが倒されたりするなど、戦況が不利になるとソウルゲージがたまる。ソウルゲージが一杯になると各キャストが装備しているソウルカード（アシストカードの一種）からランダムで一種類が選ばれ、それに対応する巨人が召喚される。巨人は高い体力と強力な戦闘・支援力を備え、逆転要素として機能する。
ゲーム内通貨であるリーフは、マスターランクアップ時のボーナスや、カスタマイズでスキルカード等を売却して入手することもできる。

## キャスト（プレイアブルキャラクター）
キャストは、対兵士戦に特化した「ファイター」・対キャスト戦に特化した「アタッカー」・支援等に特化した「サポーター」という3つのロール（役割）に分かれている。プレイヤーは「ショップ」の「リーフショップ」にて既出のキャストを無償で入手することが可能。
全てのキャストは直線的な攻撃を放つストレートショットと、MPを消費する攻撃を放つドローショットを使うことができる。ドローショットは自由曲線、投擲、突進といった種類があり、キャストによって異なるドローショットになる。全てのキャストはそれぞれのキャスト専用のスキルカードを4つまでセットできる。スキルカードには、試合中1回のみMPの消費なしで使用できる「ワンダースキル」と、MPを消費して使うことができる「スキル」の2種類が存在する。ワンダースキルは各キャストに1枚だが、スキルは各キャストに5枚ずつ存在し、そのうち最大3枚を選んでカスタマイズで装備することで試合中に使用できる。ワンダースキルは装備状態を解除できない。また、どのキャストでも同じ効果を発揮する「マスタースキル」も1枚のみ装備することができる。
各キャストで設定されているパラメータ・ストレートショット・ドローショットの性能はいずれも異なるほか、スキルカードは完全に各キャスト専用である。たとえ同名スキルであっても共有はできない。また、カスタム要素として、カードに記載されているチームレベルに到達することで効果を発動するアシストカードを5つまでセット可能。そのうちの1枚はソウルカード、1枚はレベル6以上のアシストカードであることがルールに規定されている。
★付は伝承や他作品を由来としない本作オリジナルキャラクター。

### ファイター
| キャラクター名       | キャラクターボイス(声優) | キャラクターデザイン |
| -------------------- | ------------------------ | -------------------- |
| サンドリヨン         | 井上麻里奈               | 前嶋重機             |
| アイアン・フック     | 中田譲治                 | 前嶋重機             |
| 吉備津彦             | 江口拓也                 | 前嶋重機             |
| リン                 | 五十嵐裕美               | 前嶋重機             |
| 大聖                 | 中村悠一                 | 萩谷薫               |
| シャドウ・アリス     | 瀬戸麻沙美               | 輪くすさが           |
| メロウ               | 石田晴香                 | 真嶋杏次             |
| ドルミール           | 石原夏織                 | チーコ               |
| ツクヨミ             | 井上喜久子               | 萩谷薫               |
| 温羅                 | 最上嗣生                 | SEGA                 |
| シュネーヴィッツェン | 小倉唯                   | 前嶋重機             |
| ジーン               | 内山昂輝                 | 前嶋重機             |
| マグス・クラウン     | 鈴村健一                 | 須田彩加             |
| 火遠理               | 梶裕貴                   | 前嶋重機             |
| ミラベル             | 花澤香菜                 | 前嶋重機             |
| 邪道丸               | 小西克幸                 | チーコ               |
| 玉藻                 | 田村ゆかり               | 萩谷薫               |
| コッペリア           | 水瀬いのり               | 前嶋重機             |
| マァト               | 花澤香菜                 | 前嶋重機             |
| クラマ               | 今井麻美                 | 前嶋重機             |
| ローザ★              | 悠木碧                   | チーコ               |
| マリー・ラプンツェル | 釘宮理恵                 | 前嶋重機             |
| パピール★            | 伊藤美来                 | かわすみ             |

### アタッカー
| キャラクター名       | キャラクターボイス(声優) | キャラクターデザイン |
| -------------------- | ------------------------ | -------------------- |
| 美猴                 | 中村悠一                 | 萩谷薫               |
| ミクサ               | 五十嵐裕美               | 前嶋重機             |
| リトル・アリス       | 瀬戸麻沙美               | 輪くすさが           |
| アシェンプテル       | 井上麻里奈               | 前嶋重機             |
| スカーレット         | 佐倉綾音                 | 須田彩加             |
| 闇吉備津             | 江口拓也                 | 前嶋重機             |
| デス・フック         | 中田譲治                 | 前嶋重機             |
| ナイトメア・キッド   | 木村良平                 | 真嶋杏次             |
| ロビン・シャーウッド | 櫻井孝宏                 | 伊藤未生             |
| 深雪乃               | 水樹奈々                 | 前嶋重機             |
| 怪童丸               | 小西克幸                 | チーコ               |
| ジュゼ               | 水瀬いのり               | 前嶋重機             |
| マリク               | 内山昴輝                 | 前嶋重機             |
| 妲己                 | 田村ゆかり               | 萩谷薫               |
| エルルカン           | 鈴村健一                 | 須田彩加             |
| ジョーカー           | 福山潤                   | 副島成記/ATLUS       |
| ウィキッド・ドロシィ | M・A・O                  | かわすみ             |
| 遮那                 | 森川智之                 | 前嶋重機             |
| ルカ★                | 悠木碧                   | 萩谷薫               |
| フィー・ラプンツェル | 釘宮理恵                 | 前嶋重機             |

### サポーター
| キャラクター名       | キャラクターボイス(声優) | キャラクターデザイン |
| -------------------- | ------------------------ | -------------------- |
| ピーター・ザ・キッド | 木村良平                 | 真嶋杏次             |
| シレネッタ           | 石田晴香                 | 真嶋杏次             |
| かぐや               | 井上喜久子               | 萩谷薫               |
| ヴァイス             | 佐倉綾音                 | 須田彩加             |
| エピーヌ             | 石原夏織                 | チーコ               |
| メイド・マリアン     | 日笠陽子                 | 伊藤未生             |
| シグルドリーヴァ     | 小倉唯                   | 前嶋重機             |
| ドロシィ・ゲイル     | M・A・O                  | かわすみ             |
| 多々良               | 井口裕香                 | 萩谷薫               |
| ワダツミ             | 梶裕貴                   | 前嶋重機             |
| ユクイコロ           | 水樹奈々                 | 前嶋重機             |
| メイディ★            | 悠木碧                   | 須田彩加             |

## Wonderland LIBRARY
2016年4月21日から稼働を開始したターミナル機。「リプレイ再生機能」、「動画購入機能」、「店内大会LIVE機能」、「カード購入機能」を装備する。